# Elvira Fortunato
Elvira Maria Correia Fortunato (Almada, 22 luglio 1964) è una fisica e politica portoghese, ricercatrice in scienze dei materiali e in microelettronica, ministro delle Scienze, della Tecnologia e dell'Istruzione superiore  dal marzo 2022. Docente nel Dipartimento di Scienze Materiali presso la NOVA Schhol
of Science and Technology e vice-rettore della NOVA University Lisbona, l'attività di ricerca della Fortunato ha portato innovazioni nel campo delle carte elettroniche, includendo transistor, memorie, sensori, batterie, displays, antenne e celle solari.

## Biografia
Fortunato è nata ad Almada, e si è laureata in Scienza e Fisica dei Materiali nel 1987 presso la NOVA School of Science and Technology e ha proseguito gli studi universitari presso la stessa università. Nel 1991 ha conseguito il master in Materiali Semiconduttori e nel 1995 il Dottorato di ricerca in Microelettronica e Optoelettronica. Nel 2005 ha conseguito l'abilitazione nello stesso campo.

### Ricerca universitaria
Fortunato è entrata a far parte della facoltà presso la NOVA School of Science and Technology nel 1995 ed è diventata direttore dell'Institute of Nanostructures, Nanomodeling e Nanofabrication nel 1998. Ha guidato un gruppo di ricerca che ha ottenuto consensi per aver inventato il transistor di carta nel 2008.
Nel marzo 2022, Fortunato è stata nominata Ministro della Scienza, della Tecnologia e dell'Istruzione Superiore nel XXIII Governo Costituzionale del Portogallo come indipendente, succedendo a Manuel Heitor.

## Premi e riconoscimenti
Fortunato ha ricevuto riconoscimenti nazionali e internazionali per il suo lavoro.
- Nel 2005 ha ricevuto il premio per l'eccellenza scientifica dalla Fondazione portoghese per la scienza e la tecnologia.
- Nel 2009, è stata citata dal Parlamento portoghese per la sua ricerca.
- Nel 2010 è stata insignita dell'appartenenza all'Ordine del Principe Enrico dall'allora presidente portoghese Aníbal Cavaco Silva.
- Nel 2015 è stata Presidente della Giornata del Portogallo.
- Nel 2016 ha ricevuto la medaglia Blaise Pascal in scienza dei materiali dall'Accademia europea delle scienze
- Nel 2017 ha avuto il premio Czochralski in riconoscimento del suo lavoro di ricerca nel campo della scienza avanzata dei materiali
- Nel 2018 ha ricevuto una sovvenzione del Consiglio europeo della ricerca del valore di 3,5 milioni di euro, la più grande sovvenzione mai assegnata a un ricercatore portoghese al momento del premio.
- Nel 2020 ha ricevuto il Premio Pessoa 2020, riconosciuto come il premio più importante della cultura portoghese.